# Дитя темряви: Перша жертва
«Дитя темряви: Перша жертва» (англ. Orphan: First Kill) — психологічний фільм жахів 2022 року режисера Вільяма Брента Белла за сценарієм Девіда Коггешолла, знятий за мотивами історії Девіда Леслі Джонсона-МакГолдріка та Алекса Мейса. «Перша жертва» — приквел до фільму «Дитя пітьми» 2009 року. У головних ролях: Ізабель Фурман, Джулія Стайлз, Россіф Сазерленд, Хіро Канагава та Метью Фінлан.
Про знімання фільму з робочою назвою «Естер» було оголошено в лютому 2020 року. У листопаді назву змінили на «Orphan: First Kill» (в Україні — «Дитя темряви: Перша жертва»). Знімання пройшли у Вінніпезі, Канада, з листопада по грудень 2020 року.
Прем'єра американського фільму спочатку відбулася в інших країнах, починаючи з Філіппін, 27 липня 2022 року, у США фільм випущений у прокат 19 серпня компанією Paramount Pictures через лейбл Paramount Players в обмеженій кількості кінотеатрів, а також у цифровому форматі та на потоковому сервісі Paramount+. Фільм зібрав у світовому прокаті 44 мільйони доларів і отримав неоднозначні відгуки критиків, які високо оцінили повороти сюжету, спецефекти та гру Ізабель Фурмана, але критикували історію загалом та непослідовність.

## Сюжет
26 січня 2007 року Ліна Кламмер — 31-річна пацієнтка естонської психіатричної клініки з виглядом 10-річної дівчинки — тікає з інституту, вбивши охоронця та арт-терапевтку. В Інтернеті вона знаходить зниклу американську дівчинку Естер Олбрайт, на яку дуже схожа, й видає себе за неї.
Сім’я Олбрайтів — художник Аллен і його дружина Тріша — дізнаються, що їхню зниклу доньку "знайдено". Тріша привозить "Естер" із Росії до дому в Коннектикуті. Ліна закохується в Аллена та намагається розділити подружжя.
Коли детектив Доннан підозрює підміну та бере відбитки пальців, Ліна вбиває його. Та раптом Тріша відкриває, що справжня Естер померла ще в 2003 році — її випадково вбив брат Гуннар, а Тріша це приховала. Вони разом позбавляються тіла Доннана та дозволяють Ліні залишатися як підставна Естер заради Аллена.
Однак коли Ліна стає некерованою, Тріша з Гуннаром вирішують її вбити. Після кількох невдалих спроб, Ліна вбиває Гуннара, а з Трішою бореться на даху палаючого будинку. Коли повертається Аллен, обидві кличуть його по допомогу. Він рятує Ліну, і Тріша падає та гине. Побачивши, що "Естер" — не та, за кого себе видає, Аллен шокований, і Ліна в пориві емоцій скидає його з даху.
Вона знову перевдягається в Естер і пізніше потрапляє до притулку, чекаючи на нову родину.

## Акторський склад
- Ізабель Фурман — Естер / Ліна
- Джулія Стайлз — Тріша Олбрайт
- Россіф Сазерленд — Аллен Олбрайт
- Хіро Канагава — детектив Доннан
- Метью Фінлан — Гуннар Олбрайт
- Саманта Волкс — доктор Сегар
- Дейв Браун — доктор Новорі
- Лорен Кокрейн — офіцера Ліхі
- Гвендолін Коллінз — Аннп
- Алек Карлос — Майк
- Джейд Майкл — Медісон